# Dalheim
Dalheim (lucembursky: Duelem) je obec v Lucembursku, v kantonu Remich. V roce 2018 měla 2262 obyvatel.
Hlavní dominantou obce je kostel postavený v roce 1743. Je to katolický kostel zasvěcený svatým Petru a Pavlovi. Nachází se na kopci Péiteschbierg, vysoko nad centrem obce. Vyniká především unikátními freskami z 2. poloviny 18. století, jež vytvořil lucemburský umělec Johann Georg Weiser. Před kostelem stojí sochy obou patronů. V roce 2017 byla socha sv. Pavla "sťata". V tisku se objevily spekulace, že k tomuto incidentu došlo s cílem zastrašit místního kněze Jeana-Marie Belanga, prvního kněze afrického původu v Dalheimu, kterému dříve arcidiecéze zakázala činnost kvůli stížnostem na konzervativní a extrémní povahu jeho kázání. Obě sochy byly krátce po incidentu odstraněny místní správou za účelem opravy. Belanga byl následně odvolán z funkce a vyzván, aby opustil Lucembursko.
Jižně od dnešní vesnice Dalheim se nacházejí zbytky římského osídlení, jež ve starověku neslo jméno Ricciacum. To mělo působivé veřejné budovy, včetně divadla, termálních lázní a chrámu.